# Caso reversivo
El caso reversivo es un caso gramatical que indica que algo o alguien va hacia el lado opuesto del caso orientativo. Este caso está presente en el idioma manchú.